# Bayehon
Le Bayehon est un ruisseau de Belgique qui coule dans la province de Liège, affluent de la Warche.
Il prend sa source dans la région des Hautes Fagnes aux environs du signal de Botrange et rejoint la Warche en rive droite un peu en aval du château de Reinhardstein aux environs de Robertville.
Le ruisseau est connu pour sa cascade, la seconde en importance en Belgique après celle de Coo. Il accueille également de nombreux pouhons.